# Nicolas-Louis de Lacaille
El abad Nicolas Louis de Lacaille (15 de marzo de 1713, Rumigny (Ardenas)-21 de marzo de 1762, París) fue un astrónomo francés. Es conocido principalmente por haber catalogado cerca de diez mil estrellas y cuarenta y dos objetos astronómicos. Dio nombre a catorce constelaciones de un total de ochenta y ocho. Calculó y tabuló una lista de eclipses para mil ochocientos años.

## Biografía
Lacaille estudió Teología, Matemática y Astronomía en el College de Lisieux de París. En 1739 fue ayudante de Cassini en el establecimiento la Meridiana de París y en 1741 fue elegido miembro de la Academia de París. Entre 1750 y 1754 se dedicó a estudiar las estrellas y constelaciones del hemisferio austral para lo que viajó al Cabo de Buena Esperanza, la parte más austral del continente africano. Tras este estudio publicó el Coelum Australe Stelliferum su obra más afamada.

## Obra

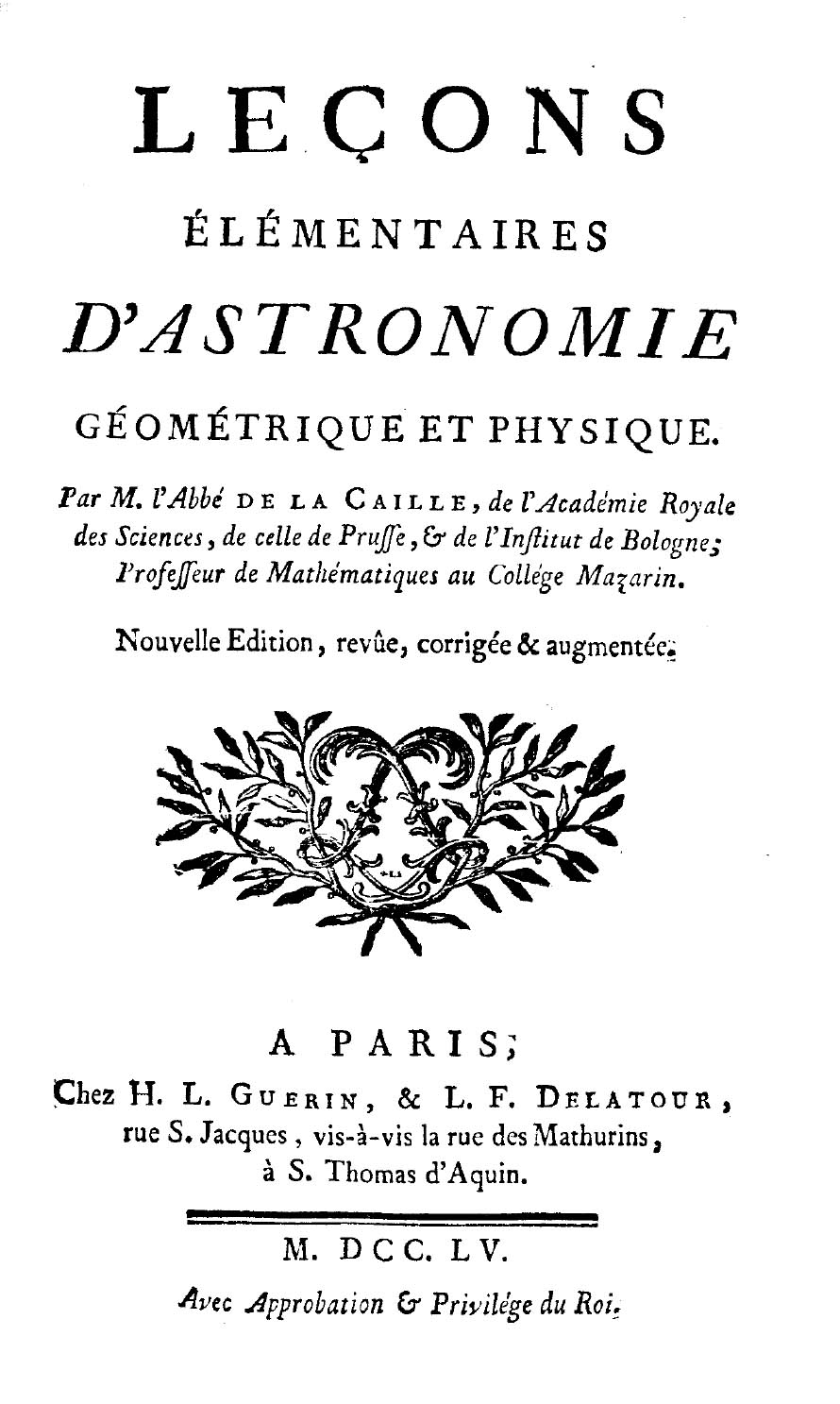
Leçons elementaires d'astronomie, géométrique et physique, 1755

### Astronómica y Catalogación Estelar

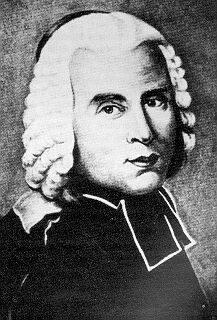
Nicolas Louis de Lacaille.

- Leçons d'astronomie (París 1746; hay una edición más moderna ampliada por Lalande, París 1780)
- Éphémérides des mouvements célestes depuis 1745-75 (París 1745-63, continuado por Lalande)
- Astronomiae fundamenta (París 1757), contiene un catálogo de 398 estrellas, reeditado por F. Baily (Memoirs Roy. Astr. Society, v. 93)
- Observations faites au cap de Bonne-Espérance (París 1763)
- Coelum australe stelliferum (editada por Maraldi, París 1763) proporciona observaciones de cerca de 10,000 estrellas y describe 14 nuevas constelaciones.
- Observations sur 515 étoiles du zodiaque (editada por Bailly, París 1763)
- Tables solaires (París 1758)

### Matemática y Física
- Tables de logarithmes (París 1760)
- Leçons élémentaires de Mathématiques (1741), frequently reprinted
- de Mécanique (1743), &c.
- d'Astronomie (1746), la cuarta edición fue ampliada por Lalande (1779)
- d'Optique (1750), &c.

## Constelaciones
Lacaille dio nombre a las siguientes constelaciones australes:

## Eponimia
- Conmemorando sus trabajos, en 1935 la UAI decidió en su honor llamar «La Caille» a un astroblema lunar.[1]
- El asteroide (9135) Lacaille también lleva su nombre.